# Ropka-Ihaste
Ropka-Ihaste este o arie protejată (arie specială de conservare — SAC, sit de importanță comunitară — SCI, arie de protecție specială avifaunistică — SPA) din Estonia întinsă pe o suprafață de 755,6 ha, integral pe uscat.

## Localizare
Centrul sitului Ropka-Ihaste este situat la coordonatele 58°19′48″N 26°45′15″E / 58.33°N 26.7542°E.

## Înființare
Situl Ropka-Ihaste a fost declarat sit de importanță comunitară în aprilie 2004 pentru a proteja 1 specie de plante și 29 de specii de animale. Alte tipuri de protecție:
- arie de protecție specială avifaunistică (în aprilie 2004)[2]
- arie specială de conservare (în octombrie 2014)[1][3][4]

## Biodiversitate
Situată în ecoregiunea boreală, aria protejată conține 3 habitate naturale: Lacuri și iazuri distrofice naturale, Pajiști aluvionare boreale nordice, Păduri caducifoliate de mlaștină fino-scandinave.
La baza desemnării sitului se află mai multe specii protejate:
- plante (1): Angelica palustris
- păsări (22): rață sulițar (Anas acuta), rață lingurar (Anas clypeata), rață fluierătoare (Anas penelope), rață mare (Anas platyrhynchos), rață cârâitoare (Anas querquedula), gârliță mare (Anser albifrons), gâscă de semănătură (Anser fabalis), rața moțată (Aythya fuligula), buhai de baltă (Botaurus stellaris), chirighiță neagră (Chlidonias niger), cristeiul de câmp (Crex crex), Cygnus columbianus bewickii, lișiță (Fulica atra), Gallinago media, pescăruș mic (Larus minutus), pescăruș râzător (Larus ridibundus), corcodel-cu-gât-roșu (Podiceps grisegena), cresteț cenușiu (Porzana parva), cresteț pestriț (Porzana porzana), cristei de baltă (Rallus aquaticus), fluierar de mlaștină (Tringa glareola), nagâț (Vanellus vanellus)
- mamifere (1): liliac de iaz (Myotis dasycneme)
- nevertebrate (2): Dytiscus latissimus, libelule (Leucorrhinia pectoralis)
- pești (4): avat (Aspius aspius), zvârluga (Cobitis taenia), zglăvoacă (Cottus gobio), țipar (Misgurnus fossilis)

Pe lângă speciile protejate, pe teritoriul sitului au mai fost identificate 2 specii de păsări.